# Ubuntu Festival
Ubuntu Festival is een Belgisch wereldmuziekfestival te Boom. Sinds 2017 gaat het festival door in het Gemeentepark van Boom op het tweede weekend van september.
Ubuntu Festival programmeert artiesten en dj's afkomstig uit alle werelddelen.
Naast een muziekpodium biedt het festival aandacht aan mondiale vorming, een wereldmarkt, animatie rond duurzameontwikkelingsdoelen en een food- & cocktail-corner. Het festival mikt op duurzaam ketenbeheer en duurzaam gebruik van materialen en grondstoffen.

## Naamgeving
"Ubuntu" is afkomstig uit de Bantoetalen van Zuidelijk Afrika en kan vertaald worden als Eén-zijn of Menselijkheid tegenover anderen. Nelson Mandela omschrijft het als volgt: “respect, helpfulness, sharing, community, caring, trust, unselfishness...”.

## Geschiedenis
Het Ubuntufestival is de opvolger van Mano Mundo festival. Bij de eerste 3 edities maakte het festival nog deel uit van een meerdaags gebeuren met onder meer ook het straattheaterfestival Theater Aan Twater op de kaai te Boom. De eerste editie kende een opkomst van 6.000 bezoekers. In 2016 en in 2018 won het de GroeneVent Award van de Openbare Vlaamse Afvalstoffenmaatschappij (OVAM), waarmee het tweemaal bekroond werd als duurzaamste middelgroot festival van Vlaanderen. In 2017 verhuisde het festival naar het Gemeentelijk Park van Boom. Omdat het Festival zoveel aandacht besteedt aan duurzaamheid en Duurzame ontwikkelingsdoelen, benoemde Marie-Christine Marghem, federaal minister van Energie, Leefmilieu en Duurzame Ontwikkeling in 2019 Ubuntu Festival als een van de 5 SDG voices 2019 van de Verenigde Naties in België.

## Line-up
2014
- NoMoBS, Asham Band, Rohan Lee, Slongs Dievanongs, Sindicato Sonico, Mocambo, Rupelsoldaten, Che Sudaca, What it-is, Soulboys vs Rudeboys, Zwartwerk, Son del Ground, Myrddin, Billie Kawende, Los del Tre, Turntable Dubbers, Global Warming Sound, Conscious Sound

2015
- Raymond Van Het Groenewoud, Tourist LeMC, Quantum Cafe, Verse Ital feat Asham Band, Bambou Negro, Raggaravane soundsystem and friends

2016
- Ambrassband, Trashbeatz, Buurman, Les Fanfoireux, Mec Yek, Radio Oorwoud, Rootsriders, Stefan Dixon, Kevin Chaplin, Stereomoon, Tabizla, Veerle Malschaert

2017
- Café con Leche, Arumbo, Tutu Puoane, ZuleMax, Soul'Art, Brooke Bailey, Abena, Sahra, Princess Flor

2018
- Yevgueni, Portland, TheColorGrey, Moodcollector, B-road Bastards, Susobrino, Shelby Ouattara, Tea Recs

2019
- School Is Cool, Collieman, Internationals, Valvatronic Brassband, Plan T, Stefan Dixon, Dynamo Zjosss, DJ YOLOTANKER, Avalonn, Papa Mojito, Bobalicious